# Forces armées yéménites

Carte de la situation actuelle de la guerre civile du Yémen.
Territoire contrôlé par les loyalistes.
Territoire contrôlé par les Houthis.
Territoire contrôlé par les djihadistes d'AQPA et de l'EI au Yémen.
Territoire contrôlé par le Conseil de transition du Sud.

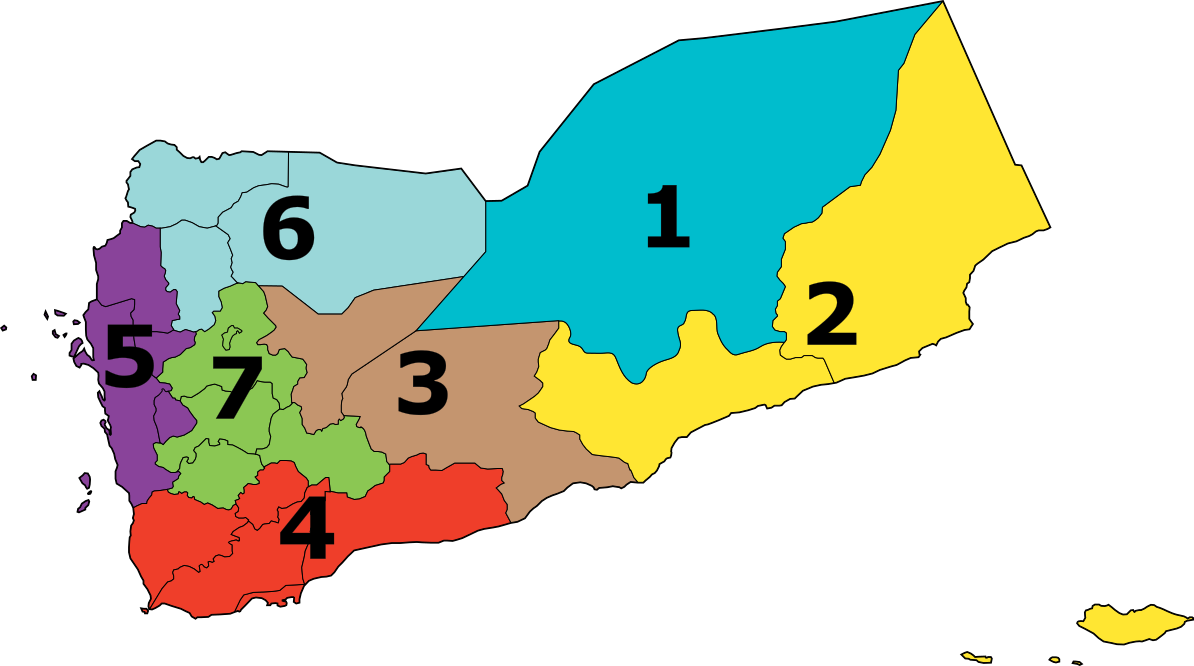
Carte des régions militaires.

Les forces armées yéménites sont constituées d'une armée de l'air, d'une armée de terre, d'une Garde républicaine et d'une marine. Ses quartiers-généraux sont situés à Sanaa.
Elles disposent de 401 000 personnels actifs et de 450 000 réservistes. L'armée yéménite, deuxième de la péninsule d'Arabie après l'Arabie saoudite quant aux effectifs, a principalement été impliquée dans la guerre israélo-arabe de 1948-1949, la brève crise des îles Hanish avec l'Érythrée, la guerre civile yéménite de 1994 et plus récemment dans la guerre du Saada contre les rebelles houthis.
Les fournisseurs étrangers en équipement de l'armée yéménite sont principalement la Bulgarie, la Chine, la Russie et la Corée du Nord. Le Yémen dispose également de sa propre industrie militaire, l'Industrie militaire du Yémen (ar).

## Budget de la défense
Le montant des dépenses de défense a toujours été l'une des trois plus grandes dépenses du gouvernement yéménite et devrait rester élevé en raison de la mise en place éventuelle de la conscription et des problèmes de sécurité posés par le terrorisme et les conflits tribaux. Le budget de la défense a augmenté de 540 millions de dollars en 2001 à un montant estimé à 2 milliards de dollars en 2006 et serait probablement de 3,5 milliards de dollars en 2012. Selon le gouvernement américain, le budget de 2006 représente environ 6 % du produit national brut de ce pays.

## Violations des droits de l'homme
En mépris de la loi yéménite, environ 40 000 enfants soldats de moins de 18 ans sont enrôlés dans l'armée.

## Équipement

### Armée de terre
Elle est organisée en 8 brigades blindées, 16 brigades d'infanterie, 6 brigades mécanisées, 2 brigades de commandos aéroportés, 1 brigade de missiles sol-sol, 3 brigades d'artillerie, une garde républicaine, une brigade de forces spéciales et six brigades de défense aérienne consistant en 4 bataillons anti-aéronefs et 1 bataillon de missiles sol-air.

#### Chars/blindés
[Quand ?]
- 700 T-54/T-55 ;
- 250 T-62 ;
- 170 T-72 ;
- 97 T-80 ;
- 240 M60 Patton ;
- 95 Panhard AML 60 ;
- 50 BRDM-2 ;
- 420 BMP-1 ;
- 334 BMP-2 ;
- 670 M113 ;
- 670 BTR-40 ;
- 100 BTR-50 ;
- 500 BTR-60 ;
- 100 BTR-80 ;
- ? HMMWV
- ? Al-Shibl1

#### Artillerie
- 502 mortiers de 81 mm L16 ;
- 70 Obusier 130 mm M1954 (M-46) ;
- 190 Obusier de 152 mm M1955 (D-20) ;
- Obusier D-30 de 122 mm ;
- 25 2S1 Gvozdika ;
- ? RM-70 ;
- 280 BM-21 Grad ;
- ? BM-24 (en) ;
- 13 BM-27 Uragan ;
- 10 OTR-21 Tochka ;
- 12 Frog-7 ;
- 33 Scud ;
- P-15 Termit Styx.

#### Défense anti-aérienne
- 200 ZU-23-2 ;
- 40 ZSU-23-4 ;
- Bofors 40 mm
- S-75 Dvina ;
- S-125 ;
- SA-6 Gainful ;
- 200 9K32 Strela-2 ;
- 120 9K31 Strela-1 ;
- 2K22 Tunguska.
- 9K330 Tor-M1 ;

### Équipement individuel

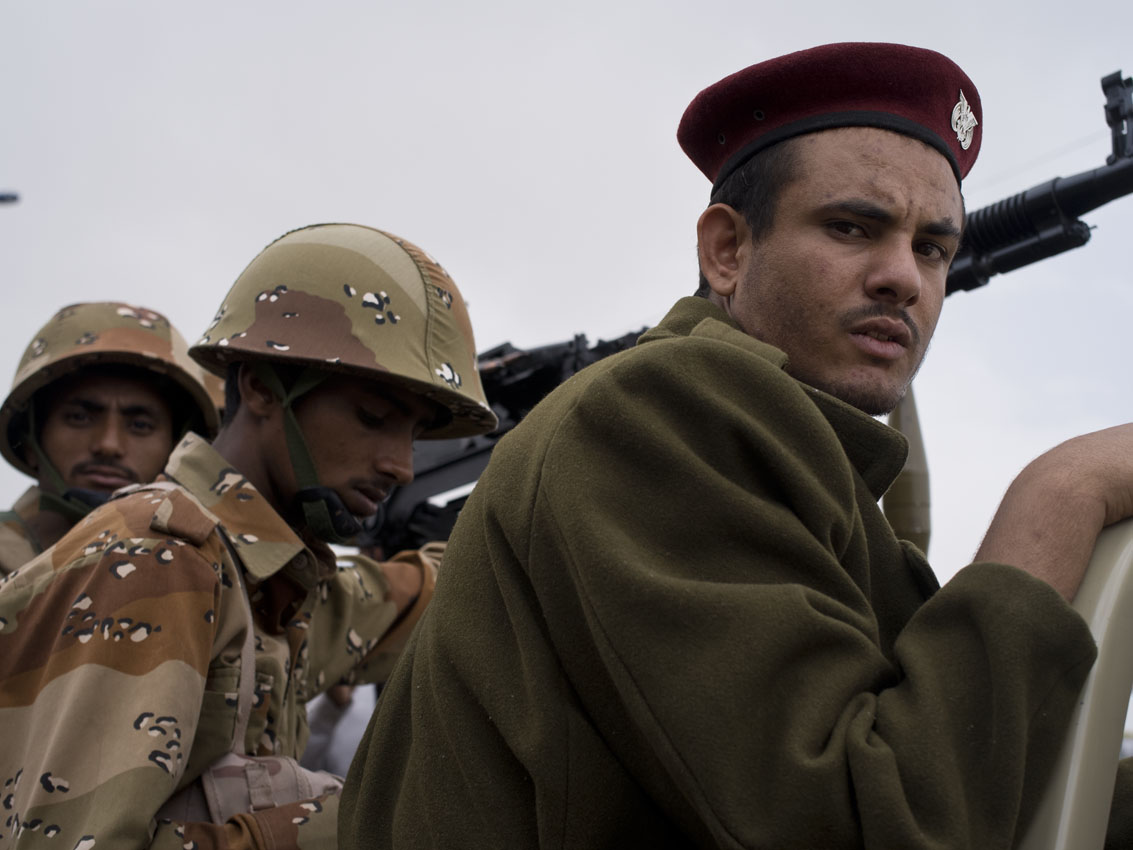
Soldats des forces armées yéménites.

- AK-74 ;
- Fusil Type 56 ;
- AK-47 ;
- M60 ;
- HK G3 ;
- SKS ;
- SVD ;
- Dragunov SVU ;
- M79 (lance-grenades) ;
- DShK ;
- NSV 12.7 Utes ;
- 3M11 Falanga ;
- BGM-71 TOW.

### Force aérienne
- MiG-21
- MiG-29
- Su-22
- F-5E Tiger II
- L-39 Albatros
- Z 42
- C-130 Hercules
- 208 Caravan
- An-12
- An-26
- Il-76
- Ka-27
- Mi-8
- Mi-14
- Mi-24

### Marine de guerre[Quand?]

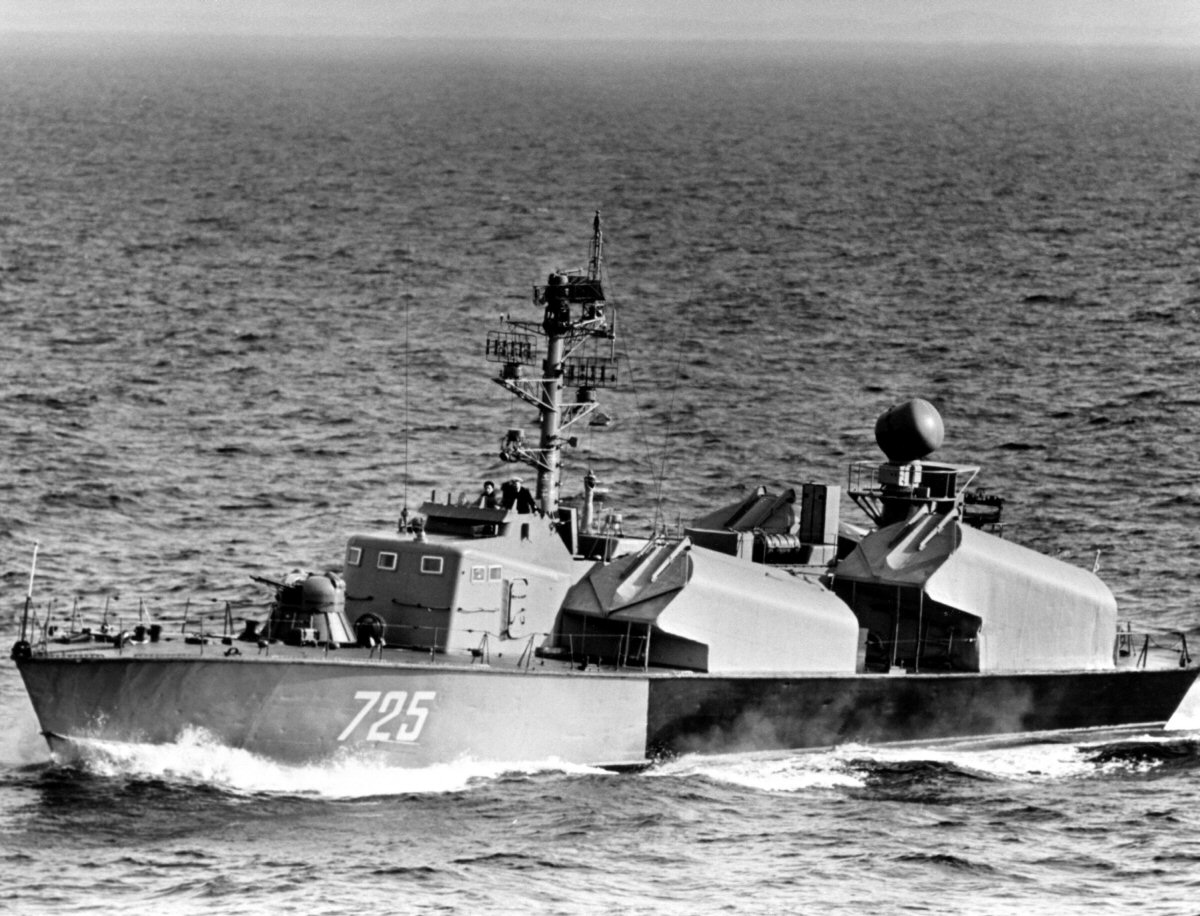
Patrouilleur de classe Osa.

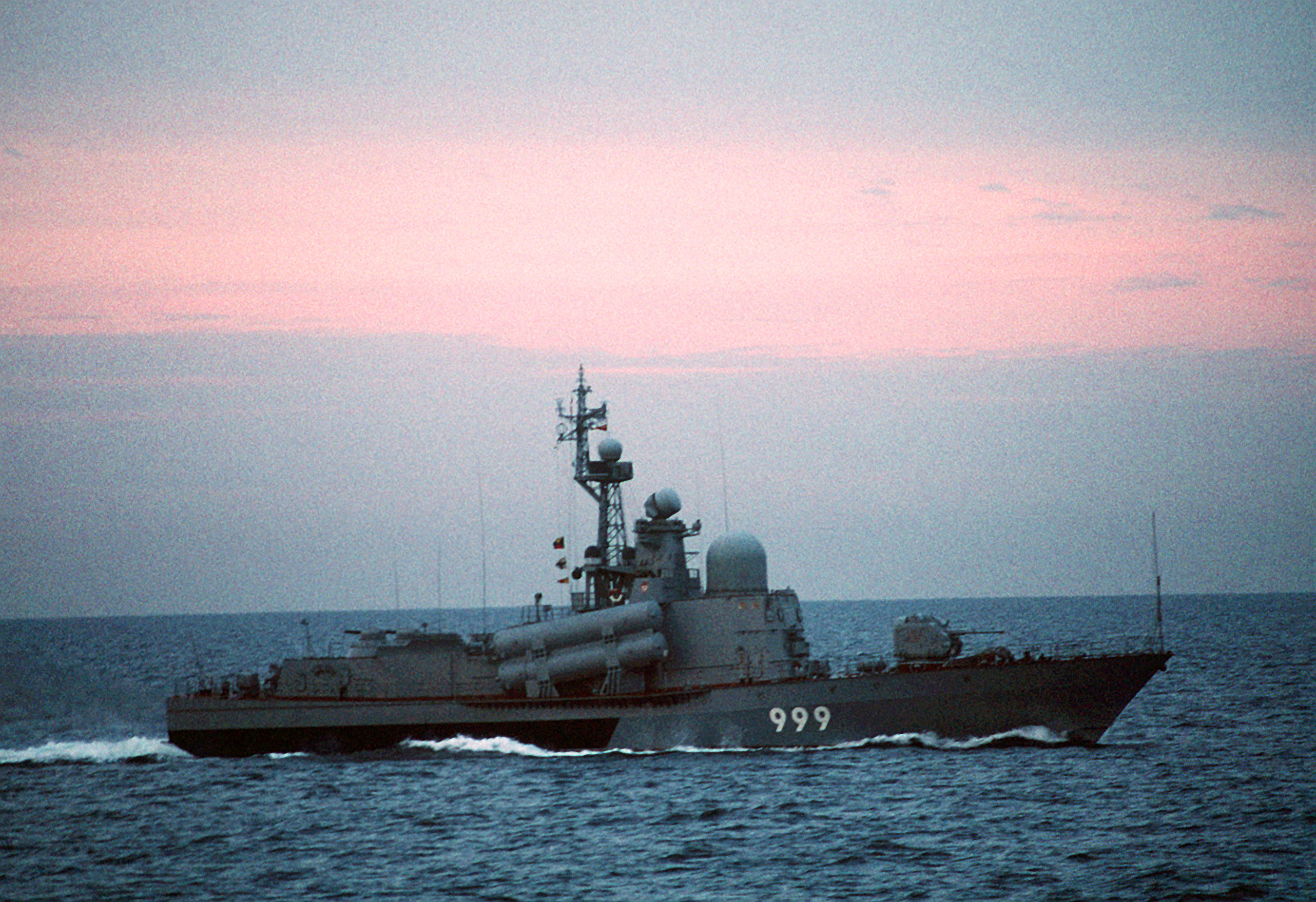
Le Yémen possède 2 corvettes de classe Tarentul en 2012.

2 corvettes de classe Tarentul, 8 patrouilleurs de classe Osa, 4 navires utilitaires, 3 Type 037, 1 dragueur de mines de classe Natya, 2 dragueurs de mines de classe Yevgenya.

### Forces paramilitaires
71 000 soldats. Environ 50 000 d'entre eux constituent l'Organisation centrale de la sécurité du ministère de l'Intérieur ; elles sont équipées de blindés et de fusils d'assaut. 20 000 autres sont des tribus pro-gouvernementales armées. Le Yémen dispose également d'une force de garde-côtes relevant du Ministère de l'Intérieur et comprenant 1 200 personnes.